# Tallit
Tallit (i flertal "tallitot") er et jødisk bedesjal. Buddet om at bære tallit kommer fra Torah, i hvilken der står, at Gud sagde til Moses: "Tal til israelitterne og sig, at de skal gøre sig skuesnore på hjørnerne af deres klæder..."
Disse skuesnore, på hebraisk kaldet "tzitzit" skal sidde på et firkantet klæde, for i dette er der nemlig fire hjørner svarende til de fire verdenshjørner (fra hvilke der i jødiske bønner bedes om fred). Et sådant firkantet klæde kaldes "tallit". Der er ofte striber på en tallit, og disse striber er da også grunden til de to striber i Israels flag. Men striberne har ingen religiøs funktion og er som sådan kun dekorative.
Traditionerne og lovene om hvordan tallit'en skal bæres, er dybt forskellige. For at demonstrere dette gennemgås i det følgende nogle forskellige (men tilfældige) af disse traditioner/love (i jødedommen blandes disse to elementer ofte sammen – mange traditioner tages meget højtidligt). Beskrivelserne er dog langt fra fuldkomne, idet der findes mange andre forhold omkring tallittens anvendelse.
Det fremgår af Torah, at man skal "se" på skuesnorene og derved huske Guds love. Eftersom man kun kan se, når det er lyst, er man kun forpligtet til at bære tallit om dagen. Ved en jødisk gudstjeneste bæres tallitten kun af mænd, og kun ved morgengudstjenesten. Ved eftermiddags- og aftengudstjenesten bærer den mand, der leder gudstjenesten, dog alligevel tallit.
I nogle lande, fx i Israel, bæres tallit'en kun af gifte mænd, andre steder går også drenge ned til (og endda under) bar mitzvah-alderen også tallit. Traditionerne varierer dog meget her, og i Israel findes der således synagoger med meget varierende traditioner.
Tallitten bæres som en slags sjal. Mens nogle jøder mener, at tallitten blot skal dække nakken, holder andre på, at den skal dække hele rygsøjlen.
Der findes to former for tallitot: "Tallit gadol" (den store tallit) og "tallit katan" (den lille tallit). Førstnævnte er den ovenfor beskrevne, men den lille tallit anvendes måske i endnu større omfang end den store. Den lille tallit er også et firkantet klæde med skuesnore i hjørnerne, men den har et hul i midten til hovedet, således at den kan bæres som en slags undertrøje på overkroppen. Denne "undertrøje" bæres hele dagen (under blusen/skjorten), ikke kun under gudstjenesterne. Da selve det firkantede klædestykke har samme størrelse som en undertrøje, vil skuesnorene hænge ned i bukserne. Mange jøder lader dog skuesnorene hænge uden for bukserne, hvorved buddet om at "se på skuesnorene" opfyldes.
Bedesjalet kan bruges ved vielser; og jøder begraves i deres tallit.